# Семюел Тінг
Семюел Чжаочжун Тінг (Дін) (кит. 丁肇中, піньїнь: Dīng Zhàozhōng, англ. Samuel Chao Chung Ting, Вейд-Джайлз: Ting Chao-chung; нар. 27 січня 1936, Енн-Арбор, Мічиган, США) — китайський американський фізик-ядерник, лауреат Нобелівської премії з фізики 1976 року «за основний внесок у відкриття важкої елементарної частки нового типу» спільно з Бертоном Ріхтером.
Частинка, яку Тінг та Ріхтер відкрили незалежно у Брукгейвені та Стенфорді, відповідно, отримала назву J/ψ-мезона.